# Приказ НКВД СССР № 001223
Приказ НКВД СССР № 001223 (известен также как «О введении единой системы оперативного учета антисоветских элементов, выявляемых агентурной разработкой») — приказ, подписанный Лаврентием Берией 11 октября 1939 года.

## Цель приказа
Целью приказа была централизация и унификация агентурной работы для выявления агентурной разработкой и учёта антисоветских элементов, поскольку эта работа не была организована должным образом, что давало возможность потенциальному противнику получать через своих агентов доступ к секретам государства, на особо охраняемые объекты и т. п. Требовалось также организовать централизованное хранение агентурных архивов и их сортировку для разработки актуальных дел.
В приказе подчёркивалось, что полный оперативный учёт антисоветских элементов, выявляемых агентурой, помогает планировать развитие агентурно-осведомительной сети для своевременного выявления и ликвидации контрреволюционных формирований. Включение в списки состоящих на учёте лиц не означало, что в отношении них планируются какие-либо репрессивные меры.
Подобная информационная работа была характерной чертой всех служб госбезопасности XX века — например, созданное в 1919 г. в США Отделение общей разведки (General Intelligence Division) в короткое время собрало базу данных на 200 тысяч «нелояльных» граждан, а к 1960 г. ФБР США вело уже более 400 тысяч дел на «подрывные» организации или граждан.

## Субъекты приказа
По приказу надлежало в кратчайший срок организовать учёт антисоветских элементов («все те лица, которые в силу своего социального и политического прошлого, национально-шовинистических настроений, религиозных убеждений, моральной и политической неустойчивости, являются враждебными социалистическому строю и поэтому могут быть использованы иностранными разведками и контрреволюционными центрами в антисоветских целях»). В список «элементов» входили:

1) все бывшие члены антисоветских политических партий, организаций и групп: троцкисты, правые, эсеры, меньшевики, анархисты и т. п.;
2) все бывшие члены национал-шовинистических антисоветских партий, организаций и групп (украинских, белорусских, грузинских, армянских, тюрко-татарских, финно-карельских и других);
3) лица, отбывающие наказания в тюрьмах, лагерях и ссылках за контрреволюционные преступления;
4) члены семей лиц, осуждённых к ВМН и к лишению свободы на длительные сроки (свыше 10 лет) за контрреволюционные преступления (на учёт берутся только прямые иждивенцы, достигшие 16 лет и имеющие от роду не больше 60 лет; муж, жена, отец, мать, сын, дочь, иногда — сестра, брат);
5) бывшие участники контрреволюционных восстаний и организаций;
6) бывшие жандармы, полицейские и тюремщики;
7) бывшие офицеры (царские, белые, петлюровские и др.);
8) бывшие политбандиты и добровольцы белой и др. антисоветских армий.
9) лица, исключенные из ВКП(б) и ВЛКСМ за антипартийные проступки;
10) по иностранным колониям: проявляющие националистические настроения — поляки, немцы, японцы, китайцы, корейцы, итальянцы, латыши, финны, чехи, румыны, греки и т. д.;
11) все перебежчики, полит. эмигранты, реэмигранты, репатрианты и контрабандисты;
12) все иноподданные, представители инофирм, сотрудники инодипучреждений, бывшие иноподданные, советские граждане, служащие и служившие в инопредставительствах, инофирмах, концессиях и акционерных обществах;
13) лица, имеющие личные и письменные связи с заграницей, инопосольствами и консульствами, эсперантисты и филателисты;
14) лица, въехавшие в СССР в массовом порядке и которые могут рассматриваться как база для работы иноразведок (харбинцы, монголеры и др.);
15) по религиозным общинам — церковники, сектанты и религиозный актив;
16) члены тайных мистических обществ и кружков, масоны, теософы, богословы и т. п.;
17) все бывшие кулаки;
18) «бывшие люди»: бывшая царская и белогвардейская администрация, бывшие дворяне, помещики, купцы, торговцы, применяющие наёмный труд), владельцы предприятий и другие.

## Публикация и комментарии
В 2012 г. приказ НКВД № 001223 опубликовал российский историк Александр Дюков на основе экземпляра из Отраслевого государственного архива Службы безопасности Украины.
Некоторые историки и государственные лица утверждали, что приказ использовался против граждан Литвы, Латвии и Эстонии после их присоединения к СССР. Посол Латвии в Канаде Карл Эйхенбаум даже заявил, что Советский Союз готовился к «истреблению и депортации населения Балтии», сославшись при этом на указ и назвав его «О порядке проведения операции по высылке антисоветских элементов из Литвы, Латвии и Эстонии». Однако на деле ни о каких репрессиях в отношении выявленных антисоветских элементов в приказе не говорилось. На этот факт также указывали историки Сеппо Мюллюниеми (Финляндия), Павел Полян (Германия), Роджер Мурхаус (Великобритания), а также ряд прибалтийских историков.
Сеппо Мюллюниеми первым из международных исследователей обратил внимание на неверную аттрибутацию Приказа, за который выдавалась опубликованная немецкими оккупационными властями в 1941 году июньская инструкция того же года, которую подписал замнаркома госбезопасности СССР И. Серов касательно порядка депортации из республик Прибалтики. Самим приказом никакие депортации или их подготовка не предусматривались, и касался он всей территории СССР, а не отдельных регионов.

## Фильмография
- «Исторические хроники». 1974 год: Донатас Банионис.